# Fontebranda
Fontebranda è una fontana di Siena, inserita nel Terzo di Camollia, nel territorio della Nobile Contrada dell'Oca e nella conca di Vallechiara, a poche decine di metri dall'omonima porta di Fontebranda.

## Storia

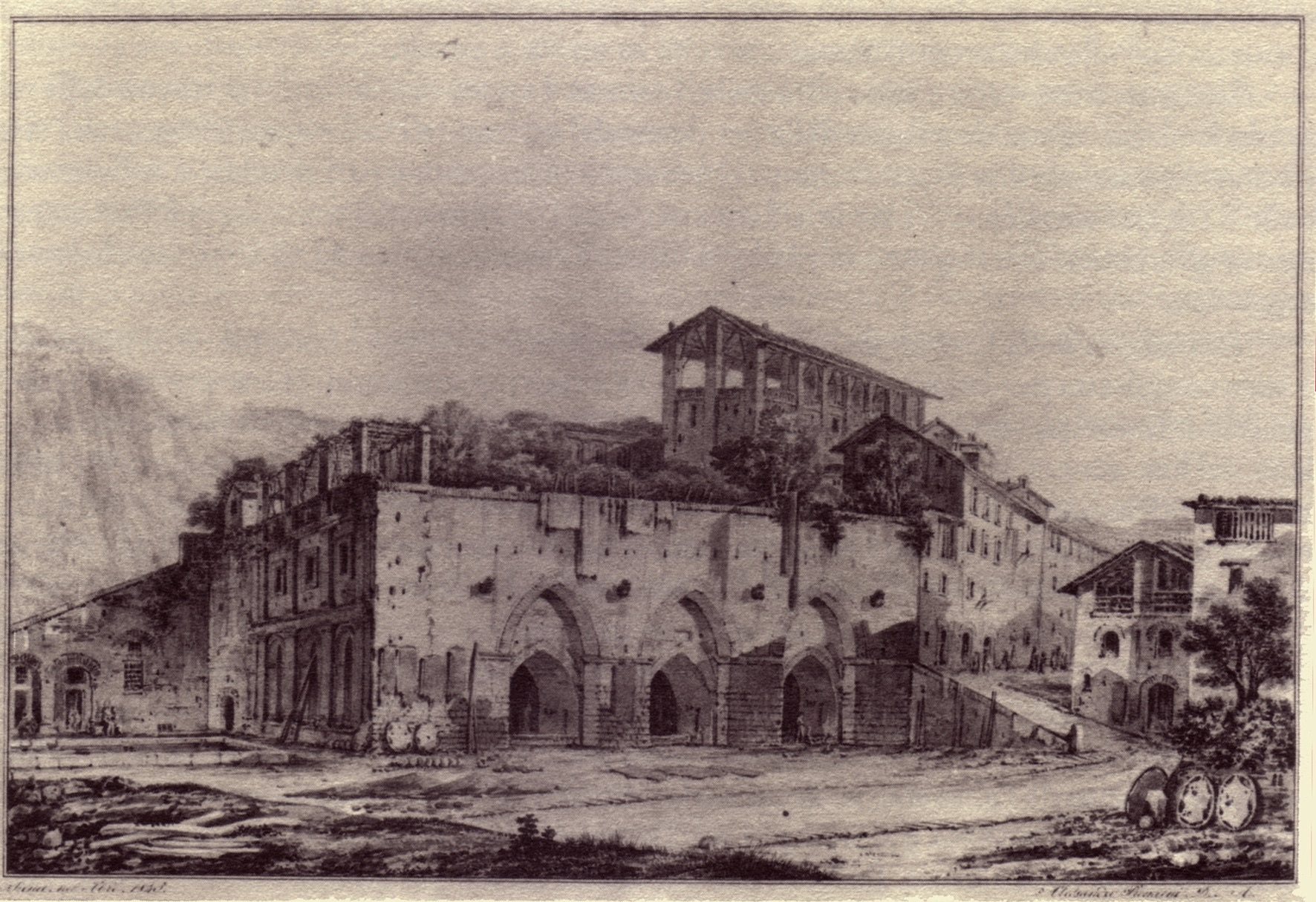
Fontebranda nel 1845, disegno di Alessandro Romani.

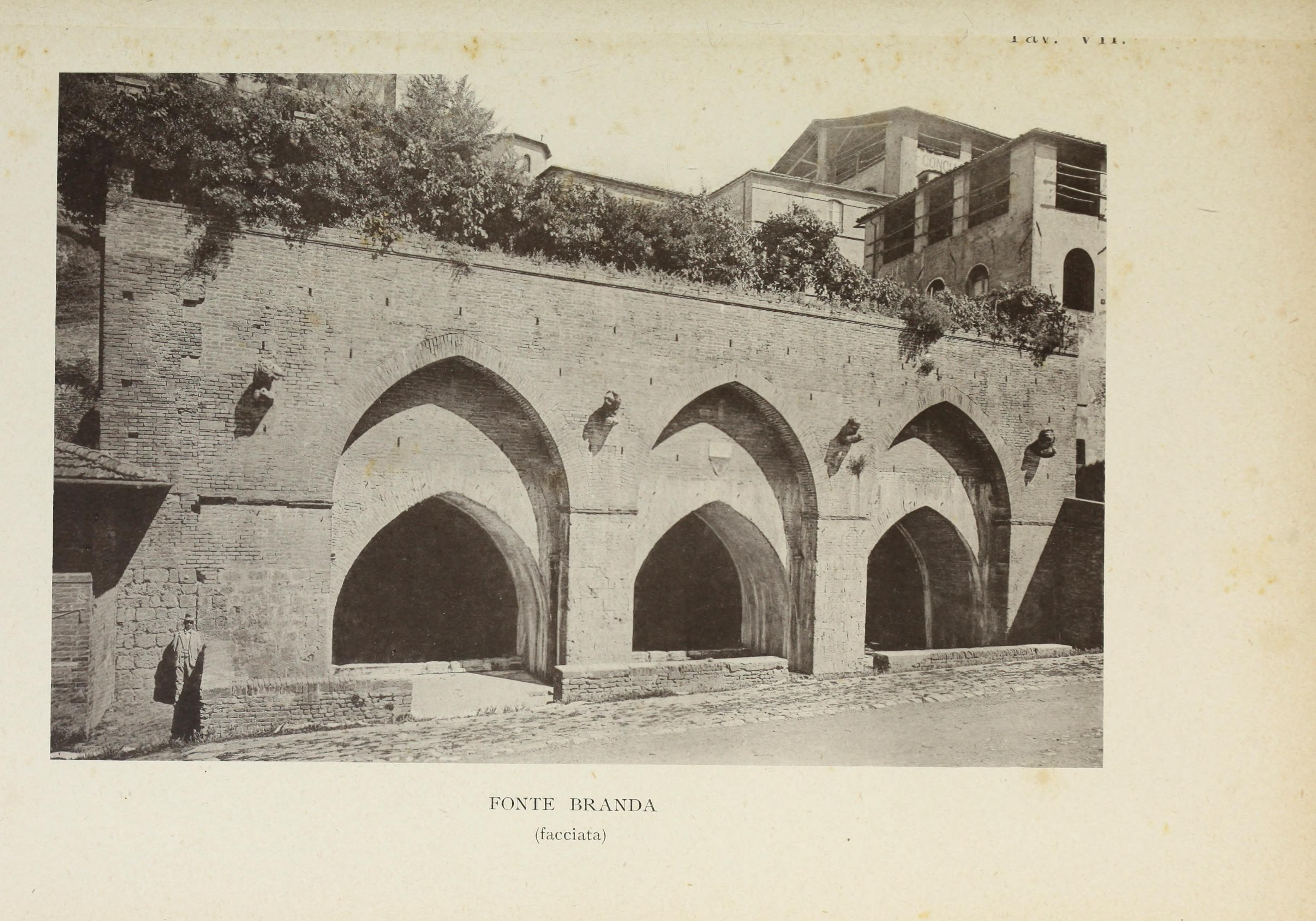
Fontebranda nel 1906.

Aperta sulle mura edificate nella metà del secolo XIII e all'interno del quartiere abitato sin dal primo Medioevo dagli artigiani dell'Arte della Lana, la cui organizzazione produttiva necessitava di un copioso approvvigionamento idrico.
Fontebranda è menzionata fin dall'anno 1081 e ampliata da Bellamino nel 1193, poi ricostruita in mattoni e travertino da un tale Giovanni di Stefano nel 1246 nelle forme attuali.
Fontebranda è certamente la fonte più imponente e ricca d'acqua ma è senza dubbio la più famosa in quanto citata da Dante Alighieri nella Divina Commedia (Inferno XXX, vv. 76-78), sebbene ci sia anche chi sostenga che il passo dantesco si possa invece riferire a una piccola fonte nei pressi del castello di Romena, in Casentino, collegata ai conti Guidi di Romena di cui parla il poeta nel passo. 
Nei pressi della fonte è nata e vissuta santa Caterina da Siena, che per questo è chiamata la santa di Fontebranda.

## Descrizione
La fonte è caratterizzata da tre ampie arcate gotiche ogivali, attualmentesormontate da merli e una fila di archi ciechi con motivi triangolari. Il frontale è ornato da quattro zampilli leonini con al centro lo stemma di Siena.
All'interno, oltre la vasca di contenimento dell'acqua, si snodano nel sottosuolo di arenaria oltre 25 chilometri di condutture, in parte scavate ed in parte murate denominate "bottini" per la particolare forma delle gallerie con volta a botte alte circa 1,75 m e larghe 0,90 m. Oggi è possibile percorrere a piedi questi cunicoli dove l'acqua piovana, raccolta in un piccolo canale intagliato nel camminamento denominato "gorello" scorre con una inclinazione di un metro per ogni chilometro fino a raggiungere le fonti cittadine dalle sorgenti collocate nella campagna senese. Tali condutture in uso fin dal secolo XII sono state in grado di soddisfare l'approvvigionamento idrico della città raccogliendo le infiltrazioni delle acque piovane fino all'avvento del moderno acquedotto agli inizi del Novecento: oggi riforniscono ancora le fonti pubbliche cittadine.
Uno dei due rami principali dei bottini ed il più antico è quello maestro di Fontebranda, lungo 7,5 km che da Fontebecci e dal ramo di Chiarenna nella zona nord di Siena scorre a notevole profondità. L'altro ramo maestro lungo 15,7 km e più superficiale è quello di Fonte Gaia che alimenta la nota fonte in piazza del Campo e altre poste a quote minori.
Fontebranda era originariamente formata da un susseguirsi di tre vasche di cui la prima era destinata a contenere l'acqua potabile e la seconda, oggi interrata alimentata tramite il trabocco dalla precedente era utilizzata per l'abbeveraggio degli animali e la terza era utilizzata come lavatoio.
Infine le acque di risulta venivano usate dai conciatori e nei laboratori dell'Arte dei Tintori e dai mugnai come forza motrice nei mulini dislocati lungo il suo corso.

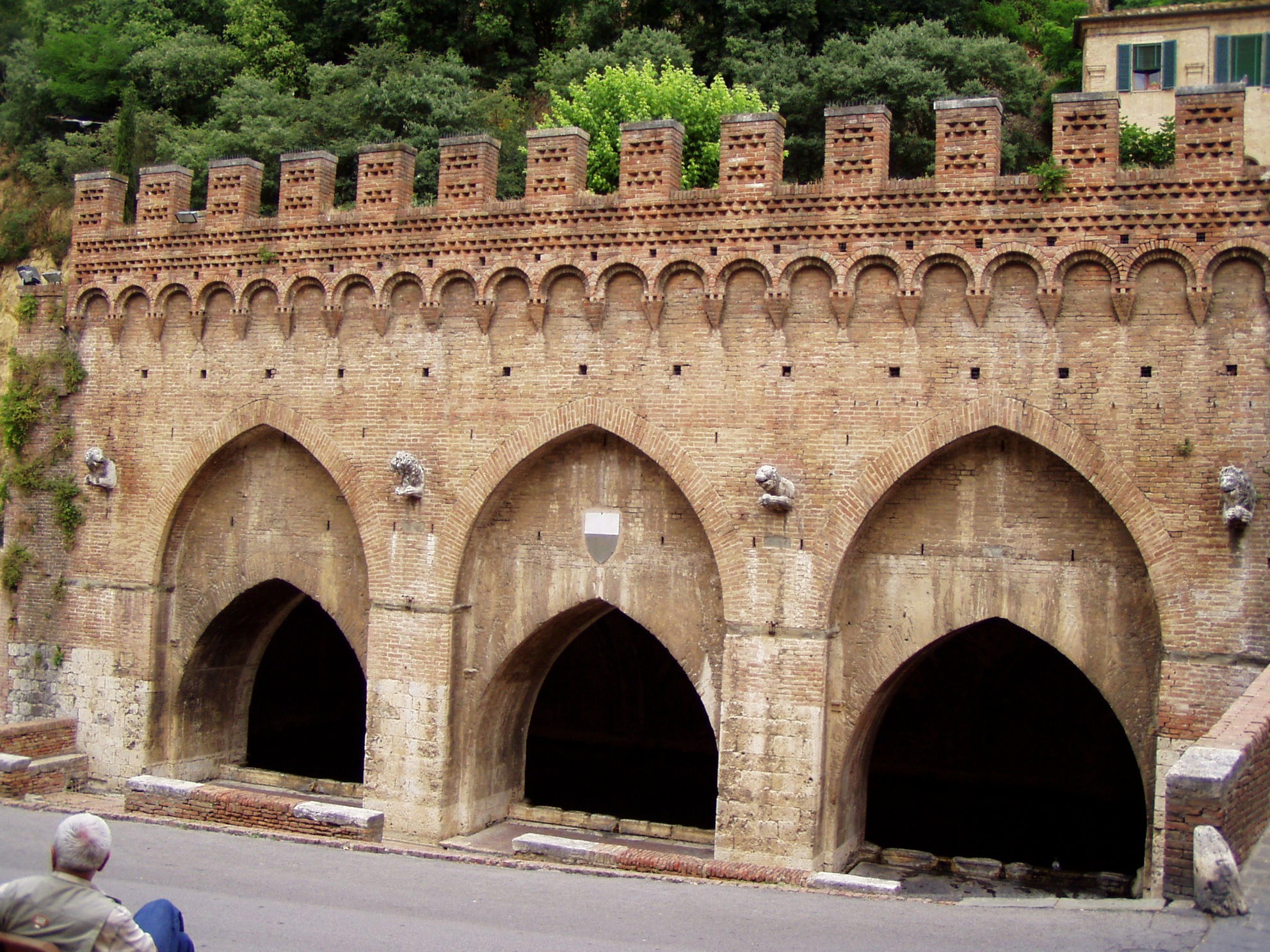
Veduta frontale
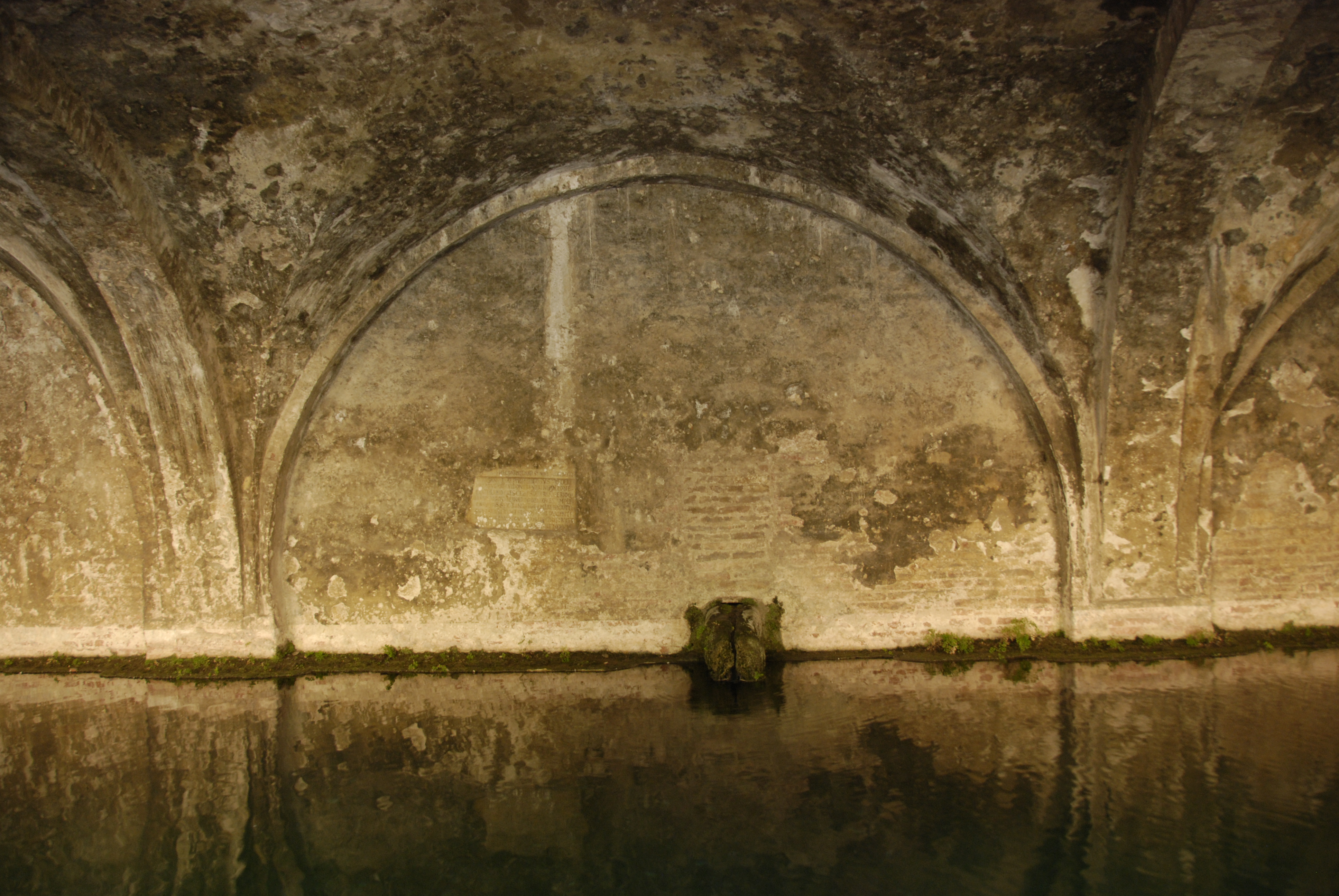
Interno della fontana
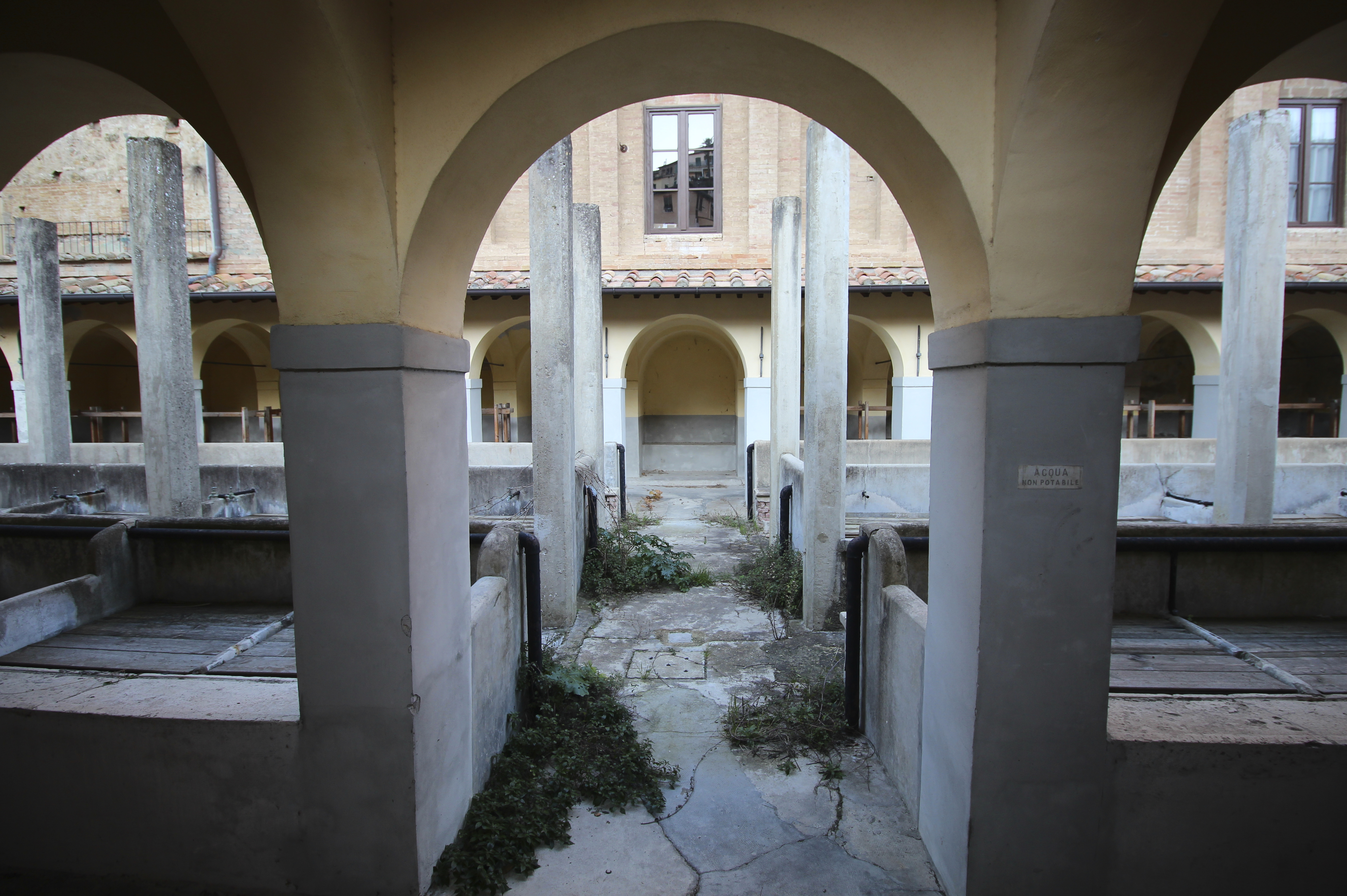
Lavatoi